# Threnos
Threnos (θρῆνος) oder Threnodie war in der Musik der griechischen Antike ein Trauer- oder Klagelied, das bei der öffentlichen Aufbahrung der Leichen (Prothesis) beziehungsweise dem anschließenden Trauerzug (Ekphora) gesungen wurde.
Frühe Belege für Threnoi sind die Epen Homers. In der Ilias wird geschildert, wie bei der Beerdigung Hektors professionelle Sänger Klagelieder anstimmen und Klageweiber mit ihren Rufen antworten. In der Odyssee beschreibt der Dichter, wie die Musen selbst die Trauerlieder für den verstorbenen Achilleus singen. In späteren Jahrhunderten, vermutlich durch den im 6./5. Jahrhundert v. Chr. lebenden Simonides von Keos, wurde der Threnos zu einer eigenständigen Kunstgattung ausgebaut. Simonides und der etwas jüngere Dichter Pindar verfassten durchkomponierte Werke dieses Genres für Chor. Als besonders passend für Threnoi galt die lydische Tonart. Im antiken Rom erfüllte die Naenie eine ähnliche Funktion als Trauergesang.
Der polnische Komponist Krzysztof Penderecki widmete seine 1960 für 52 Saiteninstrumente entstandene gleichnamige Komposition Threnos den Opfern des Atombombenabwurfs von Hiroshima, der Münchner Komponist Ludwig Thuille komponierte seine Threnodie (in memoriam F. v. R.), Op. 37 Nr. 1, für Klavier auf seinen 1905 verstorbenen Musikerfreund Felix vom Rath. Auch die beiden Klavierstücke mit dem Titel Aux cyprès de la Villa d’Este aus der Troisième année der Années de pèlerinage von Franz Liszt sind vom Komponisten als „Thrénodie“ bezeichnet.